# Jan Kůrka
Jan Kůrka, född 29 maj 1943 i Pelhřimov, är en före detta tjeckoslovakisk sportskytt.
Han blev olympisk guldmedaljör i gevär vid sommarspelen 1968 i Mexico City.